# Gairethinx

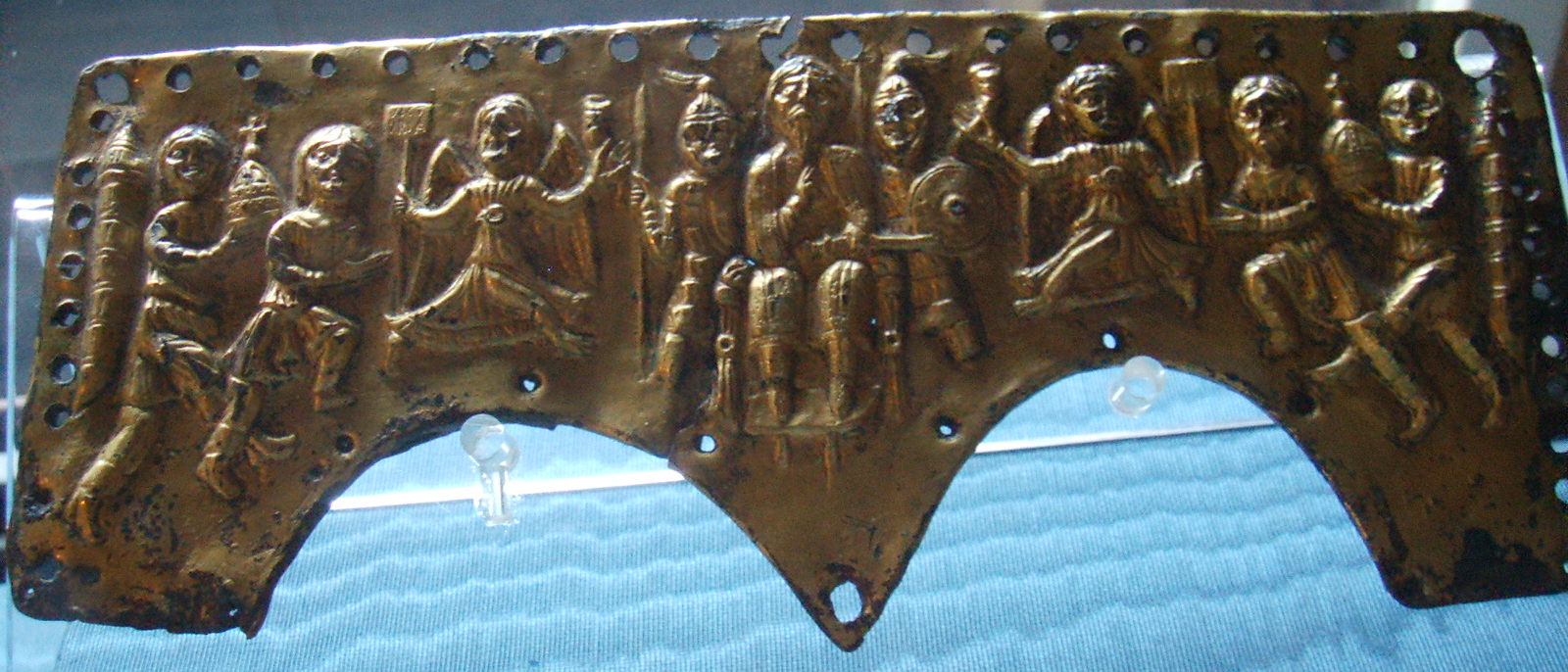
Agilulf-Platte (Helmplatte von Valdinievole, Bargello Nationalmuseum, Florenz)

Das Gairethinx (= Gerthing „allgemeine [Volks]Versammlung“, später „die auf dem Thing vollzogene rechtsgültige Handlung“) war nach den Leges (Recht) der Langobarden ursprünglich ein Thing, eine öffentliche Versammlung des Heeres beziehungsweise der waffenfähigen und vulgo der freien und damit rechtsfähigen Männer. Namengebend war der rituelle Brauch, dass die Männer mit ihrem Ger bewaffnet zum Thing erschienen und durch das zustimmende Schlagen des Gers auf einen Schild ihr Einverständnis rechtlich bindend bekundeten. Auf dem Gairethinx wurden Rechtsgeschäfte wie beispielsweise Schenkungen durchgeführt und Gesetze beschlossen und in Kraft gesetzt wie das Edictus Rothari („per gairethinx secundum ritus gentis nostrae confirmantes“).
Der Begriff des Gairethinx durchlebte aus einer oralen Tradition eines Rechtsrituals stammend in der langobardischen Thingverfassung eine Bedeutungserweiterung und Wandlung vom allgemeinen Thing bis zur synonymen Vornahme eines Rechtsaktes, bei der das Ger gegenständliches Symbol bei der Handlung wurde, sodass Gairethinx je nach Verfahren und Umstand eben eine „Schenkung“ oder die „Freilassung“ eines Sklaven anzeigen konnte (im Kontext zum langobardischen Rechtsbegriff gisil „Geisel“ zur Wendung „gaida et gisil“ = „mit Speerspitze und Schaft“). Gerhard Dilcher interpretiert dahingehend die auf der sogenannten Agilulf-Platte abgebildeten Szene – und besonders in der zentralen Figurenkonstellation des durch zwei speerdemonstrierenden Krieger (Arimanni, Herzöge) gerahmten König Agilulf – als Manifestation der königlichen gentilen Macht durch die Stiftung und Inkraftsetzung von Recht und Gesetz durch das Gairethinx.
Analogien der Verwendung eines Speers bei Rechtshandlungen auf einem Thing lassen sich zurück bis in die germanische Frühzeit bei Tacitus’ (Germania Kap. 11, 2; 13, 1) belegen.